# Phyllichthys
A Phyllichthys a csontos halak (Osteichthyes) főosztályának a sugarasúszójú halak (Actinopterygii) osztályába, ezen belül a lepényhalalakúak (Pleuronectiformes) rendjébe és a nyelvhalfélék (Soleidae) családjába tartozó nem.

## Rendszerezésük
A nembe az alábbi 3 faj tartozik:
- Phyllichthys punctatus McCulloch, 1916
- Phyllichthys sclerolepis (Macleay, 1878)
- Phyllichthys sejunctus Whitley, 1935